# شيراف (حزم العدين)

تعديل مصدري - تعديل

شيراف محلة تابعة لقرية النجادي، التابعة لعزلة حقين بمديرية حزم العدين إحدى مديريات محافظة إب في الجمهورية اليمنية، بلغ تعداد سكانها 223 حسب تعداد اليمن لعام 2004.